# David Collins (remero)
David Collins (Thousand Oaks, 12 de octubre de 1969) es un deportista estadounidense que compitió en remo.
Participó en los Juegos Olímpicos de Atlanta 1996, obteniendo una medalla de bronce en la prueba de cuatro sin timonel ligero. Ganó una medalla de bronce en el Campeonato Mundial de Remo de 1991, en el ocho con timonel ligero.

## Palmarés internacional
| Juegos Olímpicos   | Juegos Olímpicos         | Juegos Olímpicos  | Juegos Olímpicos          |
| Año                | Lugar                    | Medalla           | Prueba                    |
| ------------------ | ------------------------ | ----------------- | ------------------------- |
| 1996               | Atlanta (Estados Unidos) | Medalla de bronce | Cuatro sin timonel ligero |
| Campeonato Mundial |                          |                   |                           |
| Año                | Lugar                    | Medalla           | Prueba                    |
| 1991               | Viena (Austria)          | Medalla de bronce | Ocho con timonel ligero   |